# 高戸靖広
高戸 靖広（たかと やすひろ、1968年1月23日 - ）は、日本の男性声優、ナレーター。岡山県出身。青二プロダクション所属。

## 来歴
岡山県立笠岡工業高等学校、東京アナウンスアカデミー卒業。
以前は劇団青杜に所属していた。

## 人物
声優としては、多数のアニメ、洋画、ゲーム、CDドラマ等に出演している。
三枚目を演じることが多いが、陰のある役や個性の強い悪役までこなす。
資格は普通自動車免許を持っている。
趣味は散歩、寺社巡り、美術館・博物館巡りおよび鑑賞、カラオケ、思いつき旅。特技は歌、作詞、イラスト。
方言は岡山弁、広島弁。

## 出演
太字はメインキャラクター。

### テレビアニメ
1987年
- エスパー魔美（美術部員）
- ビックリマン（1987年 - 1989年、聖フェニックス / ヘッドロココ / アンドロココ）

1988年
- キテレツ大百科（1988年 - 1990年、召し取り人〈初代〉、同級生A）
- ひみつのアッコちゃん（第2作）（島尻）

1989年
- 新ビックリマン（アンドロココ）

1990年
- まじかる★タルるートくん（ペン、ボールくん）

1991年
- ちびまる子ちゃん（1991年 - 2021年、長谷川修君、男の子、佐々木晴彦、山ちゃん〈少年時代〉）
- トラップ一家物語（生徒B）
- 新世紀GPXサイバーフォーミュラ（皇太子）

1992年
- ウルトラマンキッズ 母をたずねて3000万光年（ハット）
- 絶対無敵ライジンオー（隊員）
- 美少女戦士セーラームーン（1992年 - 1997年、アルテミス） - 5シリーズ

1993年
- 機動戦士Vガンダム（パトリック・ブーン）
- 蒼き伝説 シュート!（小坂部直樹、内海秋彦）
- バトルファイターズ 餓狼伝説2（クラウザー〈少年時代〉）

1994年
- 七つの海のティコ（ダニエル）

1995年
- アニメ世界の童話（ネコ）
- 行け!稲中卓球部（田中）
- 怪盗セイント・テール（靖広）
- 新機動戦記ガンダムW（係官、軍人、医師）
- クマのプー太郎（カビ王子）
- それいけ!アンパンマン（コーンくん〈代役〉）
- ロミオの青い空（チノ）

1996年
- 怪盗セイント・テール（男、男子生徒、警官、助手）
- ゲゲゲの鬼太郎（第4作）（1996年 - 1997年、クッパ、さら小僧、オバリヨン、さとり）
- 機動戦艦ナデシコ（オペレーター）
- 地獄先生ぬ〜べ〜（マクラノショージ）
- 忍たま乱太郎（1996年 - 2004年、川西左近〈初代〉、生徒、使用人）
- 名探偵コナン（1996年 - 2021年、三沢、猿川久巳、福水繁克、茅ヶ崎春夫 他）

1997年
- 金田一少年の事件簿（1997年 - 2015年、仙道豊、岡崎浩司郎、守屋、泉谷シゲキ、岡目秀策） - 2シリーズ
- フォーチュン・クエストL（キットン）
- HAUNTEDじゃんくしょん（志茂北分校）

1998年
- 超魔神英雄伝ワタル（トレイダー）
- DTエイトロン（少年C）
- ひみつのアッコちゃん（第3作）（ゴマ、ドラ 他）

1999年
- 人形草紙あやつり左近（亀田浩二）
- 週刊ストーリーランド（1999年 - 2000年、健太、大工B、六左衛門）
- デジモンアドベンチャー（エレキモン）
- ドクタースランプ（カッパ）
- HUNTER×HUNTER（第1作）（シャルナーク）
- 魔法使いTai!（リンプン、コージン）

2000年
- GEAR戦士電童（2000年 - 2001年、ドクター井上、ギガウィッター、ウィッター）
- 勝負師伝説　哲也（周坊）
- ファーブル先生は名探偵（エリック）
- ONE PIECE（2000年 - 、ブチ、レオ、Mr.9、サトリ、ホトリ&コトリ、ワンゼ、アオビレ、ピーターマン、ベポ、バッファロー、ゼポ、酒場の男〈ゾロファン〉）

2001年
- 激闘!クラッシュギアTURBO（2001年 - 2002年、原野フトシ）
- ジャングルはいつもハレのちグゥ（ヨハン）
- 神鵰侠侶 コンドルヒーロー（武修文）
- デジモンテイマーズ（ゲコモン）
- ののちゃん（山田のぼる）
- ポケットモンスター（カクレオン）
- まみむめ★もがちょ（マーリン）

2002年
- あたしンち（2002年 - 2004年、男子B、客）
- 機動戦士ガンダムSEED（カズイ・バスカーク、ロメロ・パル）
- キン肉マンII世（エル・カエルーン）
- デジモンフロンティア（十闘士に憧れるゴツモン）
- 爆転シュート ベイブレード2002（ドゥンガ、係員）
- ベイベーばあちゃん（ロザリー）

2003年
- 出撃!マシンロボレスキュー（エフ）
- 釣りバカ日誌（始末屋B）
- ドラえもん（テレビ朝日版第1期）（2003年 - 2004年、運転手、若者、少年C）
- BPS バトルプログラマーシラセ（アメリカ王 / 尾瀬倫太郎）
- 鋼の錬金術師（2003年 - 2004年、グラトニー）
- ポケットモンスター サイドストーリー（カクレオン）

2004年
- かいけつゾロリ（うにぼうず）
- ケロロ軍曹（山裏帝明）
- 金色のガッシュベル!!（ビョンコ）
- 小さい潜水艦に恋をしたでかすぎるクジラの話（クー助）
- 砂ぼうず（川口春夫）
- それいけ!ズッコケ三人組（立川、吉野友二、千次、曽根）
- ポケットモンスター アドバンスジェネレーション（2004年 - 2005年、ヘイハチロー、長靴ニャース）
- ボボボーボ・ボーボボ（謎の生き物、首輪、プルプー、メソポタミア文明、覇王）
- モリゾーとキッコロ（タヌキ、春告鳥、モグラ、カニ 他）

2005年
- Xenosaga THE ANIMATION（ハマー）
- ドラえもん（テレビ朝日版第2期）（2005年 - 、ゴルゴンの首、ムク 他）
- ふしぎ星の☆ふたご姫（ウォーリー）
- ブラック・ジャック（小松、ゲラ）
- まじめにふまじめ かいけつゾロリ（2005年 - 2006年、ゴリチエ、イヌーピー）

2006年
- Ergo Proxy（ティモシー）
- 神様家族（謎の声、スグル）
- 出ましたっ!パワパフガールズZ（2006年 - 2007年、イカモンスター、羊飼幽霊、ラッコ王・ポセイドン）
- NANA（竹田）
- 爆球Hit! クラッシュビーダマン（町長）
- BLACK BLOOD BROTHERS（赤井リンスケ）
- ヤマトナデシコ七変化♥（不良1）

2007年
- ゲゲゲの鬼太郎（第5作）（2007年 - 2008年、旧鼠、ワイルド、土転び、木久松、グレムリン、傘化け〈2代目〉）
- 結界師（雷蔵）
- 祝!(ハピ☆ラキ)ビックリマン（聖フェニックス / ヘッドロココ）
- ハローキティ りんごの森とパラレルタウン
- ひだまりスケッチ（ラジオの声1）
- モノノ怪（三國屋多門）

2008年
- キャシャーン Sins（ネジ）
- スティッチ!（ペロラン）
- ねぎぼうずのあさたろう（2008年 - 2009年、子分、とうかん組、らっきょ侍、大工、もろこし天狗党手下）
- 墓場鬼太郎（アドバラナ）
- ロビーとケロビー（カツザカ、マイク男）

2009年
- アラド戦記〜スラップアップパーティー〜（ケルン）
- ドラゴンボール改（2009年 - 2014年、グルド、観客、ヤムー） - 2シリーズ
- バトルスピリッツ 少年突破バシン（男子生徒B）

2010年
- 怪談レストラン（妖精赤ちゃん）
- デジモンクロスウォーズシリーズ（アイスデビモン）
- ネットミラクルショッピング 2ndシーズン（トイレロボ太くん 他）

2011年
- TIGER & BUNNY（マットベアー販売員）
- デジモンクロスウォーズ 時を駆ける少年ハンターたち（フーガモン）

2012年
- 機動戦士ガンダムAGE（オトロ・バンダ）
- 探検ドリランド（チャウダー）
- トリコ（クミン）
- ONE PIECE エピソードオブナミ 〜航海士の涙と仲間の絆〜（ブチ）

2013年
- 探検ドリランド -1000年の真宝-（エルル&アルル、エリクス）
- メガネブ!（釘嶋幸恵）

2014年
- くつだる。（2014年 - 2015年、妖怪ディレクター、天井はさみ、ハナシモリ）
- 残響のテロル（浜田）
- ワールドトリガー（2014年 - 2021年、古寺章平） - 3シリーズ
- 最強銀河 究極ゼロ 〜バトルスピリッツ〜（蟹座のルキノス）

2016年
- 怪盗ジョーカー（怪盗キューピッド）
- デジモンユニバース アプリモンスターズ（ゴミモン）
- ドラゴンボール超（2016年 - 2017年、ボタモ、アグ）
- 僕のヒーローアカデミア（2016年 - 2024年、根津校長） - 7シリーズ
- 魔法つかいプリキュア!（2016年 - 2025年、ヤモー、老教師） - 2シリーズ

2017年
- クレヨンしんちゃん（場津田丸夫）

2018年
- ゲゲゲの鬼太郎（第6作）（2018年 - 2019年、団二郎、いやみ）
- ONE PIECE エピソードオブ空島（サトリ）
- バキ（芦田）
- パズドラ（2018年 - 2020年、キビ）
- ゾンビランドサガ（2018年 - 2021年、ロメロ） - 2シリーズ
- DOUBLE DECKER! ダグ&キリル（キロ）

2020年
- 痛いのは嫌なので防御力に極振りしたいと思います。（2020年 - 2023年、管理者D、プレイヤーA） - 2シリーズ
- もっと!まじめにふまじめ かいけつゾロリ（ブタまろ）

2021年
- SHOW BY ROCK!! STARS!!（ジーペ）
- デジモンアドベンチャー:（ベーダモン、エレキモン）
- 吸血鬼すぐ死ぬ（2021年 - 2023年、へんな動物） - 2シリーズ
- デジモンゴーストゲーム（2021年 - 2022年、パンプモン、ゴリモン）

2022年
- DRAGON QUEST -ダイの大冒険-（ゴロア）
- 不滅のあなたへ（悪魔ばらい）

2023年
- 逃走中 グレートミッション（2023年 - 2024年、伝の助、大石信清）

2024年
- アサティール2 未来の昔ばなし（マーン）

2025年
- ドラゴンボールDAIMA（メガスの子ども）

### 劇場アニメ
1980年代
- ビックリマン 無縁ゾーンの秘宝（1988年 、ヘッドロココ）

1990年代
- 機動戦士ガンダムF91（1991年、サム・エルグ）
- 劇場版美少女戦士セーラームーンシリーズ（1993年 - 1995年、アルテミス） - 3作品 + 『亜美ちゃんの初恋』
- ろくでなしBLUES 1993（1993年、中島）
- キューティーハニーF（1997年、パンサー手下）
- ゲゲゲの鬼太郎 おばけナイター（1997年、慎）
- たまごっちホントのはなし（1997年、たまごっち星）
- ドラえもん のび太の宇宙漂流記（1999年、少年A）

2000年代
- ピカチュウのドキドキかくれんぼ（2001年、カクレオン）
- キン肉マンII世 マッスル人参争奪!超人大戦争（2002年、カエルーン）
- ドラえもん のび太とふしぎ風使い（2003年、嵐族B）
- 劇場版 鋼の錬金術師 シャンバラを征く者（2005年、グラトニー）
- 劇場版 どうぶつの森（2006年、さるお）
- 映画ドラえもん のび太の恐竜2006（2006年、手下C）
- 映画ドラえもん のび太の新魔界大冒険 〜7人の魔法使い〜（2007年、コックの悪魔）
- 劇場版 ゲゲゲの鬼太郎 日本爆裂!!（2008年、傘化け）
- 映画ドラえもん のび太と緑の巨人伝（2008年、兵）
- 映画ドラえもん 新・のび太の宇宙開拓史（2009年、警備員）
- 仏陀再誕－The REBIRTH of BUDDHA（2009年）
- ONE PIECE FILM STRONG WORLD（2009年、ビリー）

2010年代
- 銀幕ヘタリア Axis Powers Paint it, White（白くぬれ!）（2010年、ロシア）
- 映画ドラえもん のび太の人魚大海戦（2010年、兵士）
- たんすわらし。（2011年、ジロキチ）
- friends もののけ島のナキ（2011年、ボクー）
- 映画ドラえもん のび太のひみつ道具博物館（2013年、ゴルゴンの首）
- GAMBA ガンバと仲間たち（2015年、ボーボ）
- ONE PIECE FILM GOLD（2016年、ワンゼ）

2020年代
- ONE PIECE FILM RED（2022年、ベポ）
- 僕のヒーローアカデミア THE MOVIE ユアネクスト（2024年、根津校長）

### OVA
1980年代
- 新キャプテン翼（1989年、ジャン）
- ビックリマン ロココ&マリア奇跡（ミラクル）（1989年、アンドロココ）

1990年代
- オフサイド（1993年、野内良成）
- I・R・I・A ZEIRAM THE ANIMATION（1994年、男）
- 覇王大系リューナイト アデュー・レジェンド（1994年、騎士B）
- ようちえん戦隊げんきっず（1994年、ダンス怪人）
- GOLDEN BOY さすらいのお勉強野郎（1995年、若元〈作監〉）
- 機動戦士ガンダム 第08MS小隊（1996年、男C）
- まじかるマホ（1996年、泥棒）
- スレイヤーズえくせれんと（1998年、群衆A）
- BADBOYS5（1998年、松本泰治）
- 機動戦士ガンダム 第08MS小隊 ラスト・リゾート（1999年、隊長）

2000年代
- かいけつゾロリの恐怖の花嫁作戦!!（2002年、ノシシ）
- HUNTER×HUNTER ORIGINAL VIDEO ANIMATION（2002年、シャルナーク）
- サブマリン707R（2003年、山田漁太）
- ジャングルはいつもハレのちグゥ FINAL（2003年、ヨハン）
- HUNTER×HUNTER GREED ISLAND（2003年、シャルナーク）
- HUNTER×HUNTER G・I Final（2004年、シャルナーク）

2010年代
- デジモンアドベンチャー tri. 第4章「喪失」（2017年、エレキモン）

### Webアニメ
- ヘタリア（2009年 - 2021年、ロシア[51][52]、流れ星、有識者） - 7シリーズ
- DEVILMAN crybaby（2018年、サイコジェニー）
- おかあちゃんとかわいいネコちゃんず（2021年、ベル）
- 風都探偵（2022年、ミック[53]）
- 悪魔くん（2023年、レグバ）

### ゲーム
時期不明
- ゼノサーガシリーズ（ハマー）

1993年
- ルイン 神の遺産（ジャン）

1994年
- 美少女戦士セーラームーン（アルテミス）※PCエンジン版
- 美少女戦士セーラームーン Collection（アルテミス）

1995年
- 美少女戦士セーラームーンS（アルテミス）※3DO版
- ツインビーヤッホー! ふしぎの国で大あばれ!!（バルーン兄弟）

1996年
- 美少女戦士セーラームーンSuperS 真・主役争奪戦（アルテミス）
- LUNAR シルバースターストーリー（ラムス）

1997年
- BSゼルダの伝説 古代の石盤（Fortune Teller）

1998年
- 金田一少年の事件簿 星見島 悲しみの復讐鬼（竹村正彦）
- シャイニング・フォースIII シナリオ2 狙われた神子（ウリュド、ジェイド）
- シャイニング・フォースIII シナリオ3 氷壁の邪神宮（ウリュド、ジェイド）
- 天仙娘々〜劇場版〜（ピエール、包）

2001年
- 松本零士999 〜Story of Galaxy Express 999〜（井台半）
- ONE PIECE とびだせ海賊団!（Mr.9）

2002年
- 勝負師伝説 哲也〜甦る伝説〜（周坊）
- ラチェット&クランク（ふとっちょアル）

2003年
- 北へ。Diamond Dust（佐々木秀典）
- 第2次スーパーロボット大戦α（リクレイマー）
- ドリームミックスTV ワールドファイターズ（イヌ、サル、貧乏神）
- ONE PIECE グランドバトル! 3（サトリ）

2004年
- 北へ。Diamond Dust + Kiss is Beginning（佐々木秀典）
- クラッシュ・バンディクー 爆走!ニトロカート（ゼム）
- グリーングリーン2 恋のスペシャルサマー（佐貫新太郎 / ヘルス）
- ぐるみん（ピエール、プチ）
- 金色のガッシュベル!! 激闘!最強の魔物達（ビョンコ）
- スーパーロボット大戦MX（機将ギガウィッター）
- 鋼の錬金術師2 赤きエリクシルの悪魔（グラトニー）
- 鋼の錬金術師 ドリームカーニバル（グラトニー）
- ONE PIECE ランドランド!（サトリ）

2005年
- グリーングリーン3 ハローグッバイ（佐貫新太郎 / ヘルス）
- スーパーロボット大戦MX ポータブル（機将ギガウィッター）
- 第3次スーパーロボット大戦α 終焉の銀河へ
- テイルズ オブ レジェンディア（カッシェル）
- ラチェット&クランク4th ギリギリ銀河のギガバトル（ふとっちょアル）
- ONE PIECE グラバト!RUSH（ブチ）
- ONE PIECE パイレーツカーニバル（サトリ）

2007年
- SDガンダム GGENERATION SPIRITS（サム・エルグ）
- ドラえもんWii ひみつ道具王決定戦!（ハルバル 他）
- BLADESTORM 百年戦争（ウィリアム）

2008年
- WORLD DESTRUCTION 導かれし意思（ネコ師、カエル師）

2009年
- テイルズ オブ ザ ワールド レディアント マイソロジー2（助手）
- ドラゴンボール レイジングブラスト（グルド）
- LUNAR ハーモニー オブ シルバースター（ラムス）

2010年
- デッドストームパイレーツ（2010年 - 2014年、ブルーノー） - 2作品
- ドラゴンボール タッグバーサス（グルド）
- ドラゴンボール レイジングブラスト2（グルド）

2011年
- 学園ヘタリア Portable / DS（2011年 - 2012年、ロシア） - 2作品
- ドラゴンボール改 アルティメット武闘伝（グルド）
- ドラゴンボールヒーローズ（2011年 - 、グルド、ゾルド、ボタモ） - 5作品
- 龍が如く OF THE END
- ONE PIECE ギガントバトル! 2 新世界（ベポ）
- ONE PIECE ワンピーベリーマッチW（ベポ）

2012年
- 英雄伝説VII 零の軌跡Evolution（ミシェル）

2014年
- カオス ヒーローズ オンライン（ラウブ）
- ウォッチドッグス（トビアス・フルーワー）
- ONE PIECE 超グランドバトル! X（ベポ、バッファロー）
- ONE PIECE ワンピースキングス（プチ）

2015年
- ドラゴンボールZ 超究極武闘伝（グルド）
- ドラゴンボール ゼノバース（グルド）
- MÚSECA（ロクミ）

2016年
- ドラゴンボール ゼノバース2（グルド）
- ドラゴンボールフュージョンズ（グルド、ボタモ）

2018年
- ドラゴンボール ファイターズ（グルド）
- セブンズストーリー（ケロタン、レヴランス）
- CARAVAN STORIES（ジャオキキ）

2019年
- スーパードラゴンボールヒーローズ ワールドミッション（グルド、ゾルド、ボタモ）

2020年
- ガールフレンド（仮）（悪花見芸人）
- ドラゴンボールZ カカロット（グルド、ヤムー）
- SHOW BY ROCK!! Fes A Live（ジーペ）

2021年
- バンドリ! ガールズバンドパーティ!（ロメロ）

2022年
- ポケモンマスターズEX
- ドラゴンボール ザ ブレイカーズ（2022年 - 2023年、ヤムー、グルド）
- ドラゴンクエスト トレジャーズ 蒼き瞳と大空の羅針盤（トンブー）

2024年
- 金色のガッシュベル!! 永遠の絆の仲間たち（ビョンコ）
- ドラゴンボール Sparking! ZERO（グルド）

### ドラマCD
- インフェリウス惑星戦史外伝 CONDITION GREEN（ロン・プチノバ）
- JADE（モリス）
- DARK EDGE 始まりの予鈴（ポチ）
- 仮面のメイドガイ（富士原幸助）
- ニーチェ先生〜コンビニに、さとり世代の新人が舞い降りた〜（オーナー[59]）
- ビックリマン 新たなる出発（アンドロココ）
- ヘタリア（ロシア）
- 街 第Qの男 〜QはquestionのQ〜（篠田正志、運転手、狐島三次）
- 宇宙戦隊キュウレンジャー オリジナルサウンドトラック サウンドスター1（2017年、クロックー〈ジャークマター ダイカーン〉）

### 吹き替え

#### 担当俳優
ホルヘ・ガルシア
- ALCATRAZ/アルカトラズ（ドクター・ディエゴ・ソト）
- HAWAII FIVE-0（ジェリー・オルテガ）
- ライトアップ! イルミネーション大戦争（ウォレス）
- LOST（ハーリー）

#### 映画
- アリス・イン・ワンダーランド（トウィードルダム / トウィードルディー〈マット・ルーカス〉）※フジテレビ版
- オーシャンズ8（エドワード[60]）
- 三銃士/王妃の首飾りとダ・ヴィンチの飛行船（プランシェ〈ジェームズ・コーデン〉）※劇場公開版
- ジュラシック・ワールド（ミスター・DNA〈コリン・トレヴォロウ〉[61]）※日本テレビ版
- ソルジャー・ボーイズ（ロペス〈デミトリアス・ナヴァロ〉）
- トゥームレイダー
- ブラボー火星人2000
- Mr.&Mrs. スミス
- ミュータント・タートルズ ※フジテレビ版

#### ドラマ
- ER緊急救命室シーズン10・11（エルジン・ギブス〈ジェームズ・アール〉）
- OZ/オズ（ポエット）
- ナース・ジャッキー（ソー〈ステファン・ウォレン〉）
- パワーレンジャー・S.P.D.（ブーム〈ケルソン・ヘンダーソン〉）
- ボーイ・ミーツ・ワールド（フランキー）
- 名探偵モンク シーズン6 #6
- ONE PIECE（2023年、ブチ）

#### テレビ番組
- セサミストリート（フレッド、スライミー）※テレビ東京版、DVD版

#### アニメ
- キッパー（タイガー・ドッグ）
- モンスターズ・インク（タデウス・バイル）
  - モンスターズ・ワーク
- リトル・レッド レシピ泥棒は誰だ!?（トミー）

#### 人形劇
- きかんしゃトーマス（1990年 - 2007年、エドワード、ネッド、アーサー、ヘンリー〈代役〉 他） - 8シリーズ

### 特撮
1995年
- 重甲ビーファイター（合成獣ガリネーズの声、亡霊怪人軍団の声）

1996年
- 激走戦隊カーレンジャー（JJジェットンの声）

1997年
- 激走戦隊カーレンジャーVSオーレンジャー（SSスタタンゾの声）

1998年
- ウルトラマンダイナ（アイドル・ロボットラブモスの声）

1999年
- ブースカ! ブースカ!!（2代目ブースカの声）

2001年
- ウルトラマンダイナ 帰ってきたハネジロー（2代目ブースカの声）
- 百獣戦隊ガオレンジャー（コピーオルグの声）

2004年
- ウルトラQ dark fantasy（スシ大好き遊星人ウニトローダの声）
- 特捜戦隊デカレンジャー（クウォータ星人ダゴネールの声）

2005年
- 仮面ライダー響鬼
- 魔法戦隊マジレンジャー（メーミィの声）
- 魔法戦隊マジレンジャー THE MOVIE インフェルシアの花嫁（メーミィの声）

2006年
- 魔法戦隊マジレンジャーVSデカレンジャー（メーミィの声）

2007年
- 轟轟戦隊ボウケンジャーVSスーパー戦隊（メーミィの声）
- 獣拳戦隊ゲキレンジャー（臨獣フォックス拳ツネキの声）

2008年
- 炎神戦隊ゴーオンジャー（ストローバンキの声）

2009年
- 仮面ライダーW（スミロドン・ドーパントの声）

2010年
- 仮面ライダー 恐怖の地球温暖化計画（ヒルカメレオンの声）
- ネット版 仮面ライダーW FOREVER AtoZで爆笑26連発（スミロドンの声）
- 天装戦隊ゴセイジャー（出鱈目のファンダホーの声）

2011年
- 海賊戦隊ゴーカイジャー（ダイヤールの声）

2012年
- 特命戦隊ゴーバスターズ（ムシカゴロイドの声）
- 非公認戦隊アキバレンジャー（塚田Pの声）

2013年
- 獣電戦隊キョウリュウジャー（デーボ・バーカンスの声）

2014年
- 帰ってきた獣電戦隊キョウリュウジャー 100 YEARS AFTER（ナツダモンネの声）

2015年
- 仮面ライダー×仮面ライダー ゴースト&ドライブ 超MOVIE大戦ジェネシス（眼魔Aの声）

2016年
- 動物戦隊ジュウオウジャー（ジャシンガーの声）

2018年
- ヒーローママ☆リーグ（ナレーション）
- 快盗戦隊ルパンレンジャーVS警察戦隊パトレンジャー（デメラン・ヤトミスの声）

2020年
- 魔進戦隊キラメイジャー（2020年 - 2021年、クランチュラの声） - 1シリーズ + 3作品

2021年
- ヨドンナ（2021年 - 2023年、ダチュラの声、ケロンチュラの声） - 2作品

2024年
- 爆上戦隊ブンブンジャー（レイゾウコグルマーの声、レイゾウコグルマー二代目の声）

### ラジオ
- 9S（光城時貞）
- 女王の百年密室（ロイディ）
- 迷宮百年の睡魔（ロイディ）
- 二分間の冒険（ダレカ）
- ニコルの塔（サルヴァドール）
- 毒見師イレーナ（アンブローズ）
- イレーナの帰還（アンブローズ）
- 花の慶次（蛮頭大虎）

### CM
- NTT（ブレインズ）
- レッドブル アリババ編（アリババ）
- レッドブル CM（ペンギンの子供）
- マクドナルド ハッピーセット 2019年6月14日 - 27日
- 弥生 経理デジタル化編（ナレーション）

### ナレーション
- 天才・たけしの元気が出るテレビ!!
- マテマティカ2
- ダウンタウンのごっつええ感じ（「改造人間カスタムひかる」）
- ウルトラマンマックス（「マックスボックス」）

### 玩具
- 魔進戦隊キラメイジャー 邪気解放ブレス DXヨドンチェンジャー（2021年2月）

### その他
- 熱血!スペシャ中学（珍小窓）
- 梁山泊（珍高戸）
- ゲゲゲの鬼太郎 妖怪JAPANラリー3D（狼男ワイルド）
- こどもにんぎょう劇場「大工と鬼六」
- 絶対に笑ってはいけないアメリカンポリス24時!（チャッキー君の声）

## ディスコグラフィ

### アルバム
|     | 発売日        | タイトル             | 規格品番   |
| --- | ------------- | -------------------- | ---------- |
| 1st | 1996年1月25日 | 君の笑顔は本当ですか | TKCA-70826 |

### キャラクターソング
| 発売日         | 商品名                                                                   | 歌                                       | 楽曲                                 | 備考                                                |
| -------------- | ------------------------------------------------------------------------ | ---------------------------------------- | ------------------------------------ | --------------------------------------------------- |
| 2001年9月29日  | まみむめ★もがちょ ORIGINAL SOUND TRACK                                   | キーコ（今野宏美）、マーリン（高戸靖広） | 「ハッピーダンス」                   | テレビアニメ『まみむめ★もがちょ』エンディングテーマ |
| 2010年1月20日  | ヘタリア キャラクターCD Vol.7 ロシア                                     | ロシア（高戸靖広）                       | 「зима」 「ペチカ〜ココロ灯して〜」  | Webアニメ『ヘタリア Axis Powers』関連曲             |
| 2013年9月25日  | ヘタリア キャラクターCD II Vol.7 ロシア                                  | ロシア（高戸靖広）                       | 「白い炎」 「ともだちっていいな…？」 | Webアニメ『ヘタリア Axis Powers』関連曲             |
| 2015年10月28日 | アニメ「ヘタリア The World Twinkle」キャラクターCD Vol.7 アメリカ ロシア | ロシア（高戸靖広）                       | 「雪と夢のものがたり」               | Webアニメ『ヘタリア The World Twinkle』関連曲       |
| 2021年8月25日  | ヘタリア World★Stars キャラクターソング&ドラマ Vol.2                     | ロシア（高戸靖広）                       | 「冬もプリヤートナ」                 | Webアニメ『ヘタリア World★Stars』関連曲             |

### その他参加楽曲
| 発売日         | 商品名       | 歌       | 楽曲                              | 備考 |
| -------------- | ------------ | -------- | --------------------------------- | ---- |
| 1997年12月17日 | 真冬の流れ星 | WITH YOU | 「真冬の流れ星」 「みどりのほし」 |      |